# Mỹ Trung, thành phố Nam Định
Mỹ Trung là một xã thuộc thành phố Nam Định, tỉnh Nam Định, Việt Nam.

## Địa lý
Xã Mỹ Trung có vị trí địa lý:
- Phía đông giáp xã Mỹ Tân
- Phía tây giáp xã Mỹ Phúc
- Phía nam giáp phường Lộc Hạ
- Phía bắc giáp Sông Hồng.

Xã Mỹ Trung có diện tích 6,85 km², dân số năm 2022 là 6.011 người, mật độ dân số đạt 877 người/km².

## Hành chính
Xã Mỹ Trung được chia thành 9 thôn.

## Lịch sử
Trước năm 1945, địa bàn xã Mỹ Trung bao gồm một số xã thuộc tổng Đệ Nhất và tổng Cảo Môn (sau đổi thành tổng Hữu Bị) của huyện Mỹ Lộc.
Sau năm 1945, xã Mỹ Trung thuộc huyện Mỹ Lộc.
Trước năm 1956, địa bàn xã Mỹ Trung có tên gọi là xã Lộc Trung gồm các thôn: Đệ Nhất, Đệ Nhị, Phương Bông, Đông Thành, Hữu Bị, Thanh Khê, Hàn Miếu.
Năm 1956, đổi tên xã Lộc Trung thành xã Mỹ Trung thuộc huyện Mỹ Lộc, tỉnh Nam Định.
Ngày 21 tháng 4 năm 1965, Ủy ban Thường vụ Quốc hội ban hành Quyết định số 103-NQ-TVQH về việc thành lập tỉnh Nam Hà trên cơ sở tỉnh Hà Nam và tỉnh Nam Định. Khi đó, xã Mỹ Trung thuộc huyện Mỹ Lộc, tỉnh Nam Hà.
Ngày 13 tháng 6 năm 1967, Hội đồng Chính phủ ban hành Quyết định số 76-CP về việc sáp nhập huyện Mỹ Lộc vào thành phố Nam Định. Khi đó, xã Mỹ Trung thuộc thành phố Nam Định.
Ngày 27 tháng 12 năm 1975, Quốc hội ban hành Nghị quyết về việc thành lập tỉnh Hà Nam Ninh trên cơ sở tỉnh Nam Hà và tỉnh Ninh Bình. Khi đó, xã Mỹ Trung thuộc thành phố Nam Định, tỉnh Hà Nam Ninh.
Ngày 27 tháng 4 năm 1977, Hội đồng Chính phủ ban hành Quyết định số 125-CP về việc sáp nhập xã Mỹ Trung thuộc thành phố Nam Định vào huyện Bình Lục.
Ngày 26 tháng 12 năm 1991, Quốc hội ban hành Nghị quyết về việc chia tỉnh Hà Nam Ninh thành tỉnh Nam Hà và tỉnh Ninh Bình. Khi đó, xã Mỹ Trung thuộc huyện Bình Lục, tỉnh Nam Hà.
Ngày 6 tháng 11 năm 1996, Quốc hội ban hành Nghị quyết về việc chia tỉnh Nam Hà thành tỉnh Nam Định và tỉnh Hà Nam. Khi đó, chuyển xã Mỹ Trung thuộc huyện Bình Lục của tỉnh Hà Nam về thành phố Nam Định quản lý.
Ngày 26 tháng 2 năm 1997, Chính phủ ban hành Nghị định số 19-CP về việc chuyển xã Mỹ Trung thuộc thành phố Nam Định về huyện Mỹ Lộc mới thành lập quản lý.
Năm 2020, xã Mỹ Hà có 12 thôn.
Ngày 2 tháng 12 năm 2021, HĐND tỉnh Nam Định ban hành Nghị quyết số 63/2021/NQ-HĐND về việc:
- Thành lập thôn Đệ Nhì trên cơ sở Thôn 1 và Thôn 2.
- Thành lập thôn Đông Khê Trại trên cơ sở 3 thôn: 4, 5, 12.

Ngày 23 tháng 7 năm 2024, Ủy ban Thường vụ Quốc hội ban hành Nghị quyết số 1104/NQ-UBTVQH15 về việc sắp xếp đơn vị hành chính cấp huyện, cấp xã trên địa bàn tỉnh Nam Định (nghị quyết có hiệu lực từ ngày 1 tháng 9 năm 2024). Theo đó, sáp nhập huyện Mỹ Lộc vào thành phố Nam Định. Khi đó, xã Mỹ Trung thuộc thành phố Nam Định.